# Figlie di Santa Maria di Guadalupe
Le Figlie di Santa Maria di Guadalupe (in spagnolo Hijas de Santa María de Guadalupe; sigla H.S.M.G.) sono un istituto religioso femminile di diritto pontificio.

## Storia
La congregazione fu fondata il 5 settembre 1902 a Puebla dal sacerdote Luis G. de la Torre y Baeza con l'aiuto delle collaboratrici Rosario Ávila Campos di Dolores Oropeza y Neve.
L'istituto fu eretto in congregazione religiosa di diritto diocesano l'8 ottobre 1908.

## Attività e diffusione
Le suore si dedicano all'educazione cristiana di bambine e giovani.
Oltre che in Messico, sono presenti in Angola, Portogallo, Stati Uniti d'America e Venezuela; la sede generalizia è a Puebla.
Alla fine del 2015 l'istituto contava 135 religiose in 27 case.